# Centrum Transformacji Cyfrowej
Centrum Transformacji Cyfrowej (pełna nazwa: Sieć Badawcza Łukasiewicz – Centrum Transformacji Cyfrowej) – polskie centrum badawczo-rozwojowe powstałe 1 stycznia 2022 roku, należące do Sieci Badawczej Łukasiewicz – Poznańskiego Instytutu Technologicznego. Prowadzi zaawansowane badania naukowe i prace rozwojowe, skupiając się na implementacji inteligentnych technologii cyfrowych. Specjalizuje się w tworzeniu, udoskonalaniu i dostosowywaniu rozwiązań technologicznych, a także w optymalizacji procesów i systemów biznesowych.
Przed 2024 rokiem centrum funkcjonowało pod nieco zmienioną nazwą – Centrum Transformacji Cyfrowych, ale wchodziło już w skład Łukasiewicz – PIT.

## Historia
Zanim powstało Centrum Transformacji Cyfrowej i Łukasiewicz – Poznański Instytut Technologiczny, w tym samym budynku przy ul. Estkowskiego przez kilkadziesiąt lat znajdował się Instytut Logistyki i Magazynowania (patrz: Sieć Badawcza Łukasiewicz – Instytut Logistyki i Magazynowania), którego lokalizacja, wraz z nowo wydzielonym Centrum Transformacji Cyfrowej, stała się główną siedzibą Łukasiewicz – PIT.
W trakcie tworzenia struktur Sieci Badawczej Łukasiewicz zdecydowano się na utworzenie w ramach poznańskiego instytutu komórki zajmującej się nowoczesnymi technologiami, transformacją cyfrową i sztuczną inteligencją. Centrum Transformacji Cyfrowej ma wspierać pozostałe centra Łukasiewicz – PIT w zakresie budowy i wykorzystania rozwiązań IT. Utworzono grupy badawcze zajmujące się informatyką, urządzeniami elektronicznymi oraz procesami biznesowymi. Centrum działa również na polu standaryzacji i automatyzacji w różnych sektorach przemysłu. W jego skład wchodzą zespoły badawcze zajmujące się oprogramowaniem, elektroniką oraz zarządzaniem procesami biznesowymi.

## Grupy i sekcje badawcze[4]
Centrum skupia działania:
1. Grupy Badawczej Informatyki, w ramach której działają:
  1. Sekcja Rozwoju Oprogramowania (projektowanie architektury oraz wytwarzanie i testowanie rozwiązań informatycznych),
  2. Sekcja Analiz i Projektowania (prowadzenie analiz wymagań biznesowych i technicznych dla systemów informatycznych oraz projektowanie UX/UI, analiza biznesowa i systemowa),
  3. Sekcja Rozwoju Sztucznej Inteligencji (prowadzenie badań dot. sztucznej inteligencji, rozwój algorytmów oraz modeli wykorzystujących AI, analiza i przetwarzanie zbiorów danych, a także tworzenie demonstratorów rozwiązań.)
2. Grupy Badawczej Urządzeń Elektronicznych, która skupia się na wykorzystywaniu nowoczesnych rozwiązań półprzewodnikowych do projektowania zaawansowanej elektroniki. Działa w programowaniu mikroprocesorów, tworzeniu firmware.
3. Grupy Badawczej Transformacji Procesów, która analizuje, doskonali, automatyzuje i wdraża procesy biznesowe.
4. Działu Zarządzania Projektami i Produktami (analiza rynku, strategia i cena, pozyskiwanie źródeł finansowania projektów, przygotowanie dokumentacji dotyczącej projektów i produktów, zarządzanie portfolio projektów).

## Struktura i eksperci[4]
- Dyrektor Centrum Transformacji Cyfrowej – Tomasz Markowski
- Kierownik Grupy Badawczej Informatyki – Paweł Rybak
- Kierownik Grupy Badawczej Urządzeń Elektronicznych – Norbert Szczepaniak
- Kierownik Grupy Badawczej Transformacji Procesów – dr inż. Filip Nowak

## Działalność i osiągnięcia[5]
Centrum podejmuje liczne współprace z partnerami technologicznymi. Wśród rozwijanych projektów jest m.in. e-Pack (inteligentna ekologiczna paczka), Recyklomat zwracający kaucję na konto oraz podziemna ładowarka do aut elektrycznych (rozwijane z grupą Czysta Polska).
Centrum regularnie prowadzi warsztaty z zakresu cyfrowych bliźniaków procesów. Współpracuje w ramach projektów krajowych oraz europejskich (Horyzont Europa, Interreg Europe, z podmiotami sektora publicznego (NCBiR) i prywatnego).